# Julio Gassette
 Julio Gassette (Caracas, 2 de febrero de 1946) es un actor, humorista, presentador de televisión, productor y actor venezolano cómico de la televisión venezolana famoso por su personaje, Boberto y "Nino Frescobaldi" desde 1971. Ha actuado en shows de humor como Él y Ella, Bienvenidos, Cheverísimo (en 2000 hasta 2020) y Fábrica de comedias.
Fue actor de televisión que comenzó con su personaje como Nino Frescobaldi en el programa Él y Ella. Posteriormente, Gassete adquirió notoriedad con entrevistas en los canales a nivel de toda Venezuela, por Radio Caracas Televisión. El nombre Boberto le vino en el famoso programa de televisión de nombre Bienvenidos (Venevisión) y de allí por más de cincuenta años en Televisión.
En Radio Caracas Televisión Estuvo en el  programa de televisión llamado Él y Ella. Este programa incluía, comedia, canciones y entrevistas. Igualmente dentro del elenco estaban el productor y director Miguelángel Landa y su esposa para el momento Mirla Castellanos. Posteriormente nació el programa "Bienvenidos" en Venevisión, canal 4 de Venezuela. Este programa adquirió una gran popularidad en Venezuela, Colombia, Perú, Ecuador, Puerto Rico, Estados Unidos y en otros países.
Antes de la salida de Bienvenidos de Venevision al canal Televen, Gassette junto a su compañera Gabriela Fleritt pasarían a integrarse al elenco del programa Cheverísimo donde estuvo en 2000 hasta 2020, cuando el programa se fue del aire.
Participó como actor en la película Domingo de Resurrección donde encarnó a un policía. Dirigió 
Boberto también grabó discos de chistes llamado "Boberto y sus amigos" el cual fue distribuido a nivel internacional, logrando con el show de "Bienvenidos" éxito arrollador en varios teatros de Los Estados Unidos. Además apoyó las carreras de otros artistas como Víctor Cámara, Horacio Bocaranda, Ana Carolina Dafonseca, Carolina Cristancho y Pedro Lander, actores destacados a nivel mundial a través de las novelas de Venezuela.
Como director y actor trabajo en alrededor de 32 obras de teatro, recorriendo países como Venezuela, Ecuador, Colombia, San Salvador, República Dominicana, Panamá, Nicaragua,  España, y los Estados Unidos.  
Ahora como productor y actor para programas de televisión en Miami (Estados Unidos) en su nuevo programa "Divertidos". En su país se ha desempeñado como actor de varios programas de entretenimiento.
De 1982 a 2001 formó parte del elenco del programa humorístico de Venevisión Fue productor actor y guionista del programa ¡A que te ríes! durante un año. Actualmente trabaja en algunas novelas de Telemundo en Miami. Produce el Programa "Un latino suelto por el mundo" y "El Show de Julio Gassette" donde vive trasladándose de Europa a Estados Unidos en la realización de "Un latino suelto por el mundo"

## Películas
- "Cuando Quiero Llorar No Lloro" (1973) Dirigido por Mauricio Walerstein
- "Pandemonium, la capital del infierno" (1997) Dirigido por Román Chalbaud
- "Domingo de resurrección" (1982) Dirigido por César Bolívar
- "Un Lío En Dólares" (2014) Dirigido por Francis Disla Dos compadres y una yola. 2016

## Cultura popular
En Venezuela es de uso común coloquial la frase "Estas Boberto", que significa "estar tonto". La frase deriva de "Atontado", que tiene la misma connotación.

## Discografía
- Boberto y Sus Amigos Vol. I" (2004).